# Distribución de cola gruesa
Una distribución de cola gruesa es una distribución de probabilidad que muestra una gran asimetría o curtosis, en relación con la de una distribución normal o una distribución exponencial. Comúnmente, los términos cola gorda, gruesa o pesada son usados como sinónimos; La cola gruesa or gorda a veces también se define como un subconjunto de la cola pesada. Diferentes comunidades de investigación favorecen uno u otro modo de referirse a ellas, en gran medida por razones históricas, aunque pueden tener diferencias en la definición precisa de alguna de ellas.
Los investigadores han encontrado distribuciones de cola gruesa empíricamente en una variedad de áreas: física, ciencias de la tierra, economía y ciencias políticas. La clase de distribuciones de cola gruesa incluye aquellas cuyas colas decaen como una ley potencial, que es un punto de referencia común en su uso en la literatura científica. Sin embargo, las distribuciones de cola gruesa también incluyen otras distribuciones que decaen lentamente, como la log-normal.

## El caso extremo: una distribución de ley de potencias
El caso más extremo de una cola gruesa viene dado por una distribución cuya cola decae como una ley potencial.

Una variedad de distribuciones de Cauchy para diversos parámetros de ubicación y escala. Las distribuciones de Cauchy son ejemplos de distribuciones de cola gruesa.

Es decir, si la distribución acumulativa complementaria de una variable aleatoria X se puede expresar como </link>
{\displaystyle \Pr[X>x]\sim x^{-\alpha }{\text{ as }}x\to \infty ,\qquad \alpha >0.\,}
entonces se dice que la distribución tiene una cola gruesa si {\displaystyle \alpha <2}. Para tales valores, la varianza y la asimetría de la cola no están definidas matemáticamente (una propiedad especial de la distribución de ley de potencias) y, por tanto, son mayores que cualquier distribución normal o exponencial. Para valores de {\displaystyle \alpha >2}, la afirmación de una cola gruesa es más ambigua, porque en este rango de parámetros, la varianza, la asimetría y la curtosis pueden ser finitas, dependiendo del valor preciso de {\displaystyle \alpha } y, por tanto, potencialmente más pequeño que una cola normal o exponencial de alta varianza. Esta ambigüedad a menudo conduce a desacuerdos sobre exactamente qué es o no una distribución de cola gruesa. Para {\displaystyle k>\alpha -1}, el {\displaystyle k^{th}} El momento es infinito, por lo que para cada distribución de ley de potencia, algunos momentos no están definidos.
Nota: aquí la notación de tilde "{\displaystyle \sim }" se refiere a la equivalencia asintótica de funciones, lo que significa que su relación tiende a una constante. En otras palabras, asintóticamente, la cola de la distribución decae como una ley potencial.

## Colas gruesas y distorsiones en las estimaciones de riesgo

Vuelo de Lévy a partir de una distribución de Cauchy comparado con el movimiento browniano (abajo). Los eventos centrales son más comunes y los eventos raros son más extremos en la distribución de Cauchy que en el movimiento browniano. Un solo evento puede comprender el 99% de la variación total, de ahí la "varianza indefinida".

Vuelo de Lévy a partir de una distribución normal (movimiento browniano).

A diferencia de las distribuciones de cola gruesa, en la distribución normal, los eventos que se desvían de la media en cinco o más desviaciones estándar ("eventos 5-sigma") tienen muy baja probabilidad, lo que significa que en la distribución normal los eventos extremos son menos probables que en el caso de las distribuciones de cola gruesa. -distribuciones de cola. Las distribuciones de cola gruesa como la distribución de Cauchy (y todas las demás distribuciones estables con excepción de la distribución normal) tienen "sigma indefinida" (más técnicamente, la varianza no está definida).
Por lo tanto, cuando los datos surgen de una distribución de cola gruesa, ajustar el modelo de riesgo de "distribución normal" (y estimar sigma basándose (necesariamente) en un tamaño de muestra finito) subestimaría el verdadero grado de dificultad predictiva (y de riesgo). Muchos, en particular Benoît Mandelbrot y Nassim Taleb, han notado esta deficiencia del modelo de distribución normal y han propuesto que las distribuciones de cola gruesa, como las distribuciones estables, gobiernen los rendimientos de los activos que se encuentran con frecuencia en las finanzas.
El modelo de Black-Scholes de valoración de opciones se basa en una distribución normal. Si la distribución es realmente de cola gruesa, entonces el modelo subestimará las opciones que están muy lejos del dinero, ya que un evento de 5 o 7 sigma es mucho más probable de lo que predeciría la distribución normal. 

## Aplicaciones en economía
En el mundo de las finanzas, las colas gruesas son un fenómeno que se da bastante, aunque no son bien vistas porque añaden un riesgo extra. Por poner un caso, si tienes una estrategia de inversión, podrías esperar cierto rendimiento al cabo de un año, que podría ser, digamos, cinco veces lo que varía normalmente. Si todo sigue un patrón normal, las probabilidades de que una inversión falle y pierda dinero son casi nulas, casi como una en un millón. Pero las colas gruesas pueden cambiar esa historia y aumentar bastante esas probabilidades de fallo.
Generalmente, en finanzas, se tiene la percepepcion de que los eventos siguen un modelo matemático predecible y alineado al teorema del límite central, que nos lleva a esperar ciertos resultados. Pero, los evento del mundo real como una crisis del petróleo, una gran empresa quebrando o un giro brusco en la política, no encajan bien en ese modelos matemáticos. Cuando suceden, afectan nuestras expectativas y hacer que lo que parecía una inversión segura, de repente no lo sea tanto. Por eso, las colas gruesas son vistas como algo indeseable con "mal comportamiento" en las finanzas, porque hacen que el riesgo sea más difícil de prever aunque, en realidad, corresponden de forma más exacta con la realidad empírica de las finanzas.
Los ejemplos históricos de "mal comportamiento" que la distribución normal falló en predecir incluyen el desplome de Wall Street de 1929, el lunes negro (1987), la burbuja de las puntocom, la crisis financiera de finales de la década de 2000, el desplome repentino de 2010, el desplome del mercado de valores de 2020 y la desvinculación de algunas monedas.
Las colas gruesas en las distribuciones de rendimiento del mercado también tienen algunos orígenes conductuales (optimismo o pesimismo aparentement excesivo de los inversores que conducen a grandes movimientos del mercado) y, por lo tanto, se estudian en las finanzas conductuales.
En marketing, la conocida regla 80-20 que se encuentra con frecuencia (por ejemplo, "el 20% de los clientes representa el 80% de los ingresos") es una manifestación de una distribución de cola gruesa subyacente a los datos.
Las "colas gordas" también se observan en los mercados de productos básicos o en la industria discográfica, especialmente en los mercados fonográficos. La función de densidad de probabilidad para el logaritmo de los cambios semanales en las ventas récord es altamente leptocúrtica y se caracteriza por un máximo más grande y estrecho, y por una cola más gruesa que en el caso de la distribución normal. Por otro lado, esta distribución tiene sólo una cola gorda asociada a un aumento en las ventas debido a la promoción de los nuevos discos que entran en las listas.